# Scheueria longicornis
Scheueria longicornis är en tvåvingeart som beskrevs av Jean-Jacques Kieffer och Herbst 1909. Scheueria longicornis ingår i släktet Scheueria och familjen gallmyggor. Inga underarter finns listade i Catalogue of Life.